# Charles Allé

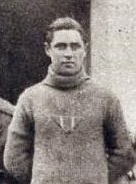
Charles Allé, Mai 1931

Charles Allé (* 3. Juli 1904 in Hammam Bou Hadjar, Algerien; † 15. September 1994 in Marseille) war ein französischer Fußballtorwart.

## Vereinskarriere
Allé begann das Fußballspielen in der algerischen Stadt Oran, wo er von 1919 bis 1920 in Diensten des IA Oran stand und dann von 1920 bis 1921 für den FC Oran auflief, bevor er 1921 zum GC Oran wechselte. Er hütete das Tor des Klubs im damals französisch besetzten Land in Nordafrika, bis er 1925 in das französische Mutterland zu Olympique Marseille ging.
Weil es damals noch keine Profiliga gab, behielt Allé bei Marseille seinen Amateurstatus bei, spielte aber trotzdem für einen national erfolgreichen Verein; am Ende seiner ersten Saison schaffte der Klub den Einzug ins Pokalfinale 1926 und gewann dieses mit 4:1 gegen die AS Valentigney. Weil der Torwart seinem Kollegen Paul Seitz den Vortritt lassen musste, war er an diesem Erfolg aber nicht direkt beteiligt. Anders als im Vorjahr wurde er im Pokalfinale 1927 aufgeboten und blieb ohne Gegentor, als Olympique den Titel mit einem 3:0-Erfolg gegen die US Quevilly verteidigen konnte. 1929 gelang ihm darüber hinaus der Gewinn der französischen Amateurmeisterschaft, der damals gleichbedeutend mit dem nationalen Titel war.
Mit Marseilles Mannschaft schaffte Allé die Qualifikation für die Division 1, die 1932 als Profiliga und als höchste französische Spielklasse geschaffen wurde. Somit stand er auf dem Platz, als das Team am 11. September 1932 bei einem 2:1-Sieg gegen Olympique Lille sein erstes Spiel in der neu gegründeten Liga bestritt; er blieb für den Rest der Spielzeit 1932/33 als Nummer eins im Tor gesetzt und erreichte mit der Mannschaft den zweiten Tabellenrang, der allerdings nicht für das Erreichen des Finals im damals noch zweigleisig ausgetragenen Wettbewerb reichte. Im Anschluss daran wurde er fast völlig aus dem Tor verdrängt und kehrte nur noch am 20. Mai 1934 für eine Partie zurück, die mit 2:4 gegen den EAC Roubaix verloren ging; es war sein letztes von insgesamt 14 Erstligaspielen.
Angesichts seiner verlorenen Position bei Olympique kehrte er dem Verein 1934 nach neun Jahren den Rücken und wechselte zum Stadtrivalen CS Crédit Lyonnais Marseille, was einer Rückkehr in den Amateurfußball gleichkam. Er lief bis 1939 für den Verein auf, mit dem er 1936 den Gewinn des regionalen Pokals der Provence einfuhr.

## Nationalmannschaft
Allé kam zu seinen Debüt für die französische Nationalelf, als er am 26. Mai 1929 bei einem Länderspiel gegen Belgien aufgeboten wurde; er musste vier Bälle passieren lassen und eine 1:4-Niederlage seiner Mannschaft hinnehmen. Zu einem weiteren Einsatz im Nationaltrikot wurde er nicht berufen.